# 布里安娜·思罗塞尔
布里安娜·思罗塞尔（英語：Brianna Throssell，1996年2月10日—）生于西澳大利亚州苏比亚科，是一名澳大利亚女子游泳运动员，主攻自由泳和蝶泳。她在童年时开始练习游泳，2012年完成了个人的成年国际赛事首秀。
思罗塞尔曾就读于澳大利亚圣母大学。她习惯在比赛前涂指甲油。她也曾于2018年在珀斯开设一家服装租赁公司。